# 대한민국 여행증명서
대한민국 여행증명서(大韓民國 旅行證明書, 영어: Republic of Korea Travel Certificate)는 대한민국이 발행하는 비(非)여권 여행증명서이다. 이름, 생년월일 등의 기본적인 신분확인정보가 기록되어 있다. 발급은 대한민국 외교부가 관할한다.

## 발급 자격
여행증명서의 발급은 정규여권을 발급받을 시간적 여유가 없고 긴급히 여행해야 할 필요가 있는 경우 예외적으로 발급하는 여권에 갈음하는 비여권 증명서이다. 발급 자격은 여행증명서는 대한민국 여권법 제14조, 시행령 제16조, 제17조에 의거하며, 대체로 다음과 같다.
- 출국하는 무국적자
- 국외에 체류하거나 거주하고 있는 사람으로서 여권을 잃어버리거나 유효기간이 만료되는 등의 경우에 여권 발급을 기다릴 시간적 여유가 없이 긴급히 귀국하거나 제3국에 여행할 필요가 있는 사람
- 국외에 거주하고 있는 사람으로서 일시 귀국한 후 여권을 잃어버리거나 유효기간이 만료되는 등의 경우에 여권발급을 기다릴 시간적 여유가 없이 긴급히 거주지국가로 출국하여야 할 필요가 있는 사람
- “남북교류협력에 관한 법률” 제10조에 따라 여행증명서를 소지하여야 하는 사람으로서 여행증명서를 발급할 필요가 있다고 외교부장관이 인정하는 사람
- “출입국관리법” 제46조에 따라 대한민국 밖으로 강제 퇴거되는 외국인으로서 그가 국적을 가지는 국가의 여권 또는 여권을 갈음하는 증명서를 발급받을 수 없는 사람
- 상기 항의 규정에 준하는 사람으로서 긴급하게 여행증명서를 발급할 필요가 있다고 대한민국 외교부 장관이 인정하는 사람

## 같이 보기
- 여행증명서